# Chiesa di Santa Maria ai Monti
La chiesa di Santa Maria ai Monti (detta anche Madonna dei Monti), è un luogo di culto cattolico del centro storico Roma che si trova nel rione Monti, in via Madonna dei Monti.

## Storia
Nel luogo in cui sorge la Chiesa, vi era un antico monastero del XIII secolo che ospitava una comunità di Clarisse. All'inizio del XV secolo in una sala del monastero fu affrescata l'immagine della Madonna con il Bambino e alcuni Santi.
Quando la comunità delle Clarisse abbandonò il complesso, le sale del monastero furono adibite sia ad abitazioni che ad altri scopi e addirittura una, come la sala dell'affresco, fu utilizzata come fienile. Ma proprio lì, davanti a questa immagine, la devozione popolare individua, in un giorno di aprile del 1579, un evento giudicato miracoloso: l'edificio fu interessato da numerose scosse, simili ad un terremoto, e tutti gli abitanti pensarono fosse infestato dagli spiriti. Nella successiva Historia viene narrato che si udì anche una voce che pregava di non far male al bambino: a parlare sarebbe stato un affresco rappresentante la Vergine con il Bambino, rinvenuto in una cavità di un muro.
La notizia, naturalmente, si sparse per tutta Roma, richiamando un gran numero di persone; iniziarono a verificarsi guarigioni miracolose. Il ripetersi dei miracoli e la gran folla che ogni giorno si accalcava dinanzi alla casa convinsero papa Gregorio XIII a far rimuovere l'affresco e a dare incarico a Giacomo della Porta, che aveva già portato a compimento la costruzione della Chiesa del Gesù iniziata da Jacopo Barozzi, detto "Il Vignola", di costruire la chiesa di Santa Maria ai Monti dove custodire l'immagine miracolosa della Vergine col Bambino.
La Chiesa di Santa Maria dei Monti fu la seconda chiesa dell'Ordine dei Gesuiti dopo la chiesa del Gesù, ed anch'essa, come la precedente, costituì il modello sul quale furono costruite migliaia di altre chiese in tutto il mondo.

## Descrizione

### Arte e architettura

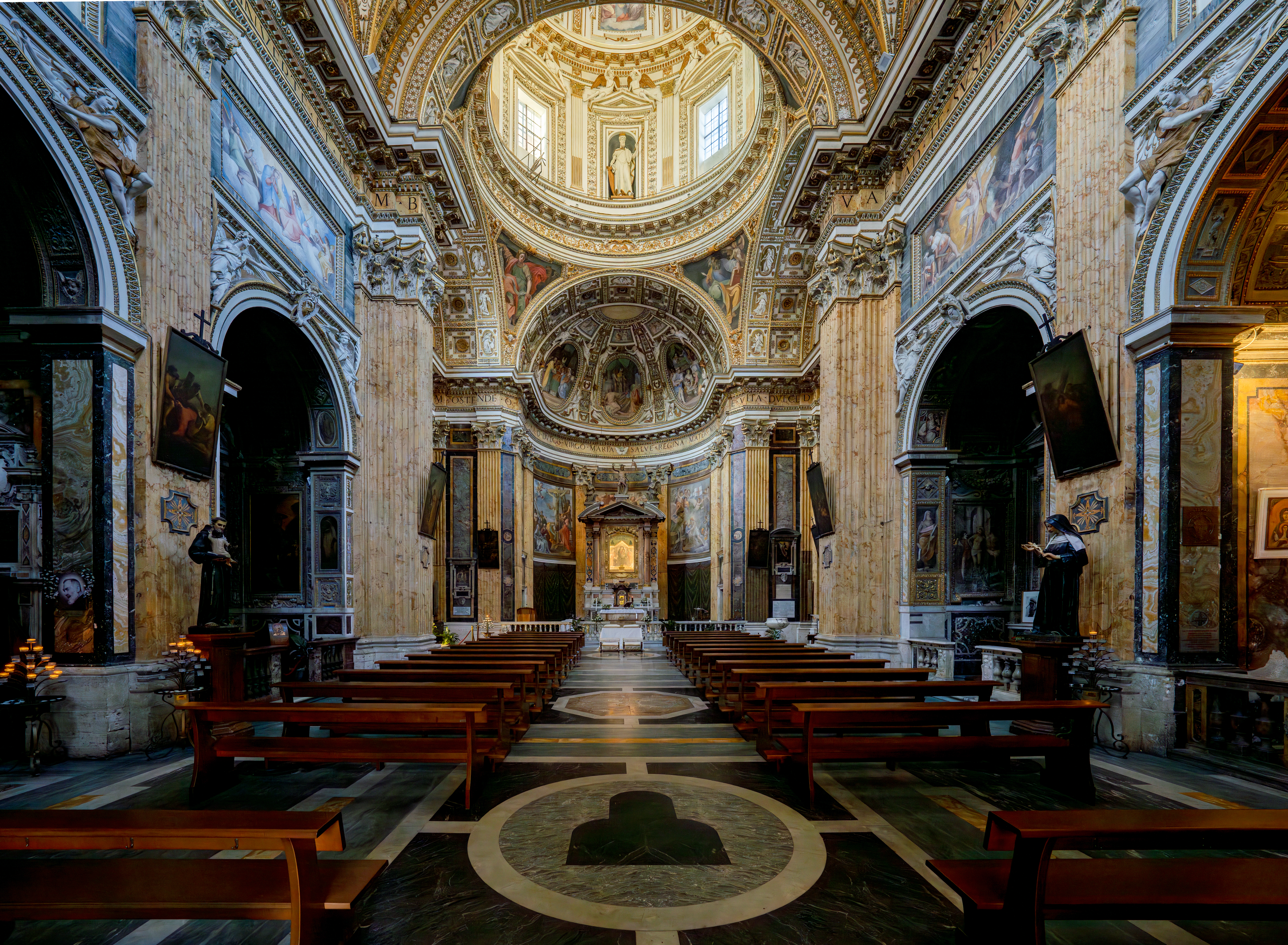
L'interno

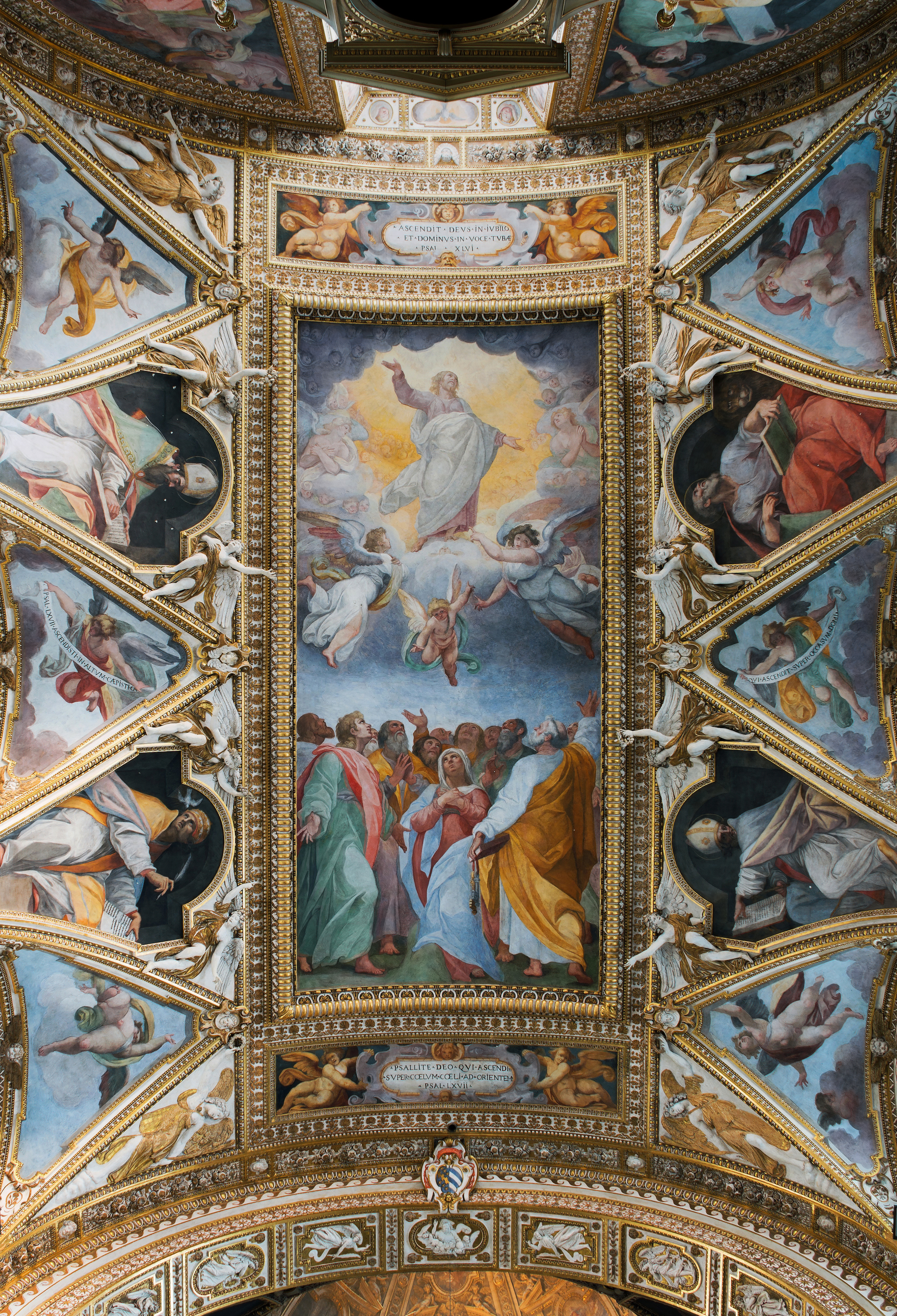
Il soffitto della navata centrale

La chiesa presenta pianta longitudinale con una sola navata (secondo i dettami tridentini), affiancata da tre cappelle per lato, un grande transetto e un'abside non troppo sporgente. Sull'altare maggiore è possibile ammirare la miracolosa immagine della Vergine con Bambino a cui si deve l'edificazione della chiesa. Per quanto il Vignola avesse disegnato diverse facciate, il Cardinale Alessandro Farnese il Giovane trovò che nessuna di esse fosse soddisfacente, in quanto riteneva che il progetto della facciata proposto dall'ormai vecchio architetto non riflettesse lo spirito dei nuovi tempi. Scelse così il progetto della facciata del più giovane Giacomo Della Porta, un architetto la cui buona reputazione era basata sul suo successo nel portare a termine alcuni progetti incompleti di Michelangelo, dopo la sua morte, nel 1564.
La facciata, restaurata nel 1991-1992, è ispirata al Gesù, che è dello stesso architetto. È su due ordini pilastri corinzi, collegati tra loro da volute. Sopra il portale c'è un'iscrizione dedicatoria; ai lati, nicchie votive. I lavori furono continuati da Carlo Lombardi e Flaminio Ponzio. Risalgono a questo periodo le statue del 1599 di Giovanni Anguilla con i quattro profeti maggiori dell'Antico Testamento che si trovano nelle nicchie della cupola.
L'abside è stata decorata da Giacinto Gimignani e Ilario Casolani. Quest'ultimo ha anche dipinto gli affreschi dei quattro evangelisti che si trovano nella cupola e gli affreschi del soffitto che rappresentano l'Ascensione, Angeli e Dottori della chiesa. In ognuna delle otto sezioni della cupola sono rappresentate scene della vita della Beata Vergine di vari artisti, mentre nelle volte e negli archi delle cappelle ci sono stucchi rappresentanti angeli opera di Ambrogio Buonvicino.
L'altare maggiore, opera di Giacomo Della Porta, è costituito da una edicola sormontata dalle statue del Salvatore tra Angeli e contenente la miracolosa immagine della Vergine con il Bambino più conosciuta come Madonna dei Monti, alla quale si deve l'edificazione della chiesa. Le cappelle di sinistra contengono lavori di Durante Alberti (Annunciazione), Cesare Nebbia (Adorazione dei Magi ed Il sogno di San Giuseppe) e Girolamo Muziano (Natività). La prima cappella a destra contiene un dipinto della Madonna con bambino e San Carlo Borromeo, e scene della vita di San Carlo Borromeo opera di Giovanni da San Giovanni. Nella seconda cappella a destra si trovano i dipinti della Pietà, copiata da quella di Lorenzino da Bologna da Antonio Viviano, il portar della croce sul Calvario del Nogari e la Resurrezione del Salvatore di Giovanni Battista della Marca. Nella terza cappella si trova un dipinto dell'Annunziata di Paolo Guidotti. Nel soffitto si trova un affresco di Cristoforo Casolani, che ha dipinto l'Ascensione, gli Angeli e i Dottori della Chiesa. Nella volta e negli archi delle cappelle vi sono degli angeli di stucco, opere di Ambrogio Buonvicino.
San Benedetto Giuseppe Labre, che morì nelle vicinanze nel 1783,, è sepolto nel transetto sinistro, sotto un altare. Nella chiesa c'è un suo ritratto, opera di Achille Albacini (1892).

### Organo a canne

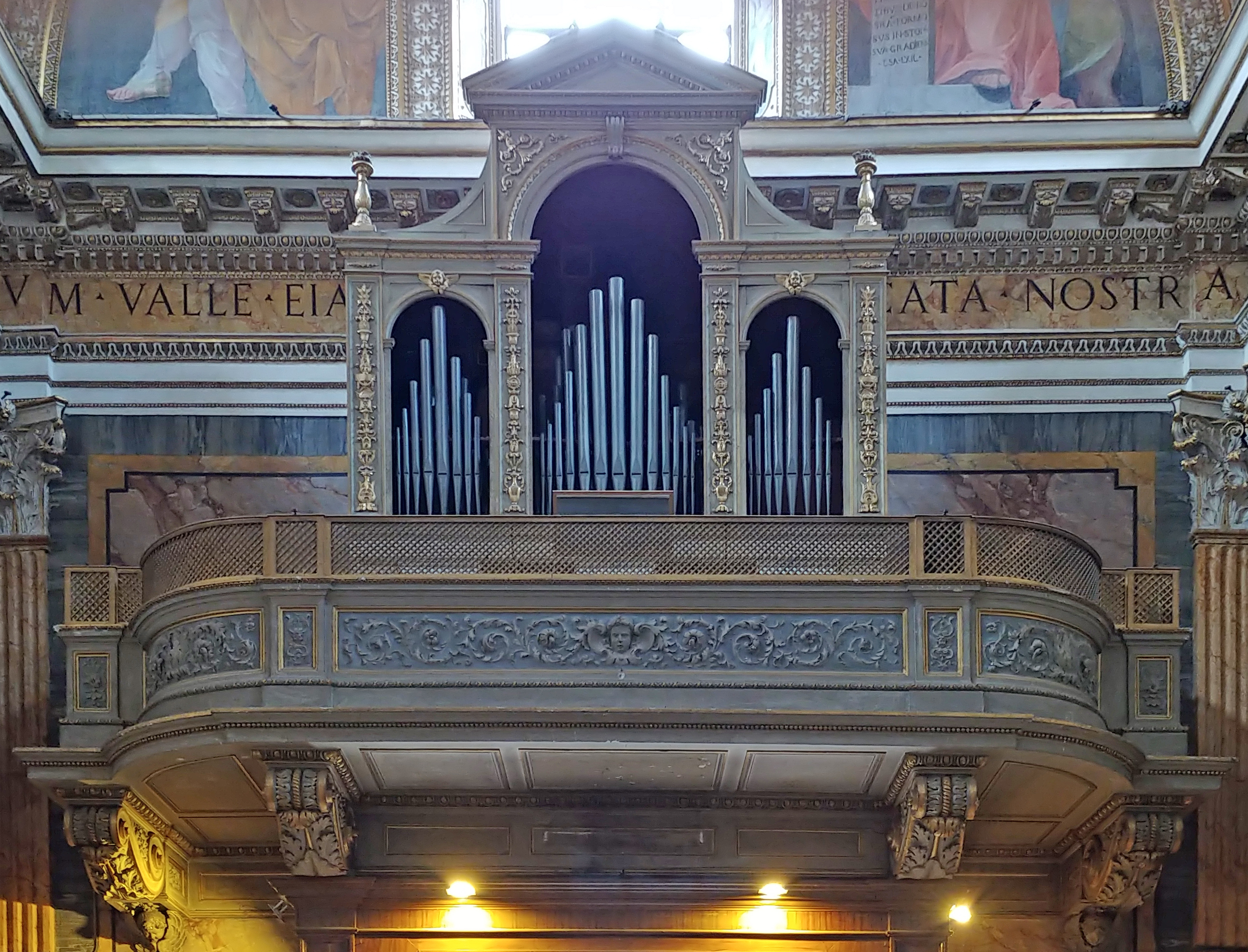
L'organo a canne

Nella chiesa si trova un organo a canne, costruito nel 1878 dal torinese Alessandro Collino e figli (Giuseppe e Cesare), che sostituì l'organo costruito dal romano Francesco Tessicini nel 1853-54.
Lo strumento era stato destinato alla Cappella Paolina del Quirinale quando Vittorio Emanuele II vi si trasferì dopo la breccia di Porta Pia. Fu trasportato a Roma a cura del marchese De Robilant, ma non si conosce la ragione per la quale arrivò nella Chiesa (nuove ricerche del 2018 hanno chiarito la dinamica, vedi in: discussione).
In origine, comunque, come testimoniato da un rilievo della Chiesa eseguito da Paul Letarouilly, lo strumento era collocato in altro sito della Chiesa; rimosso in seguito, fu trasferito nell'attuale ubicazione dall'organaro Augusto Del Chiaro nel 1899, previe alcune modifiche.
L'organo è posto nella cantoria (la prima in Roma ad essere costruita in cemento armato) della fine del XIX secolo, sopra il portale d'ingresso e racchiuso in un'elegante cassa decorata a tempera con dorature.
Il prospetto, dal profilo rettilineo, è composto di 29 canne disposte a cuspide e separate in tre campate. Le bocche d'ogni canna sono allineate con labbro superiore a scudo segnato dall'interno.
Lo strumento, a trasmissione integralmente meccanica, è stato restaurato nel 1969 da Alfredo Piccinelli.
L'organo, capace di unire una grande sonorità ed una gradevole dolcezza, è in buono stato di conservazione.
Lo strumento, ad una tastiera e pedaliera corta, ha 27 registri. I registri sono comandati da manette lignee a movimento orizzontale ed incastro verticale, disposte in due colonne a destra della tastiera, contrassegnate dalle originale targhette cartacee poste tra le feritoie.